# Ferreolus van Rodez
Ferreolus van Rodez, of Ferreolus (+- 470 - 475) was een Gallo-Romeinse bestuurder. Hij behoorde tot de Romeinse elite en onderhield goede relaties met Germaanse overheersers. Hij was senator van Narbonne, en woonde in Rodez, waar  hij deel uitmaakte van het stadsbestuur. 
Eerst was hij rond 531 getrouwd met de prinses van de Salische Franken (+- 511), dochter van Clovis I, later met Dode (+- 509 geboren). Zij was de dochter van koning Cloderic van de Ripuarische Franken (voor 509).